# Instytut Matematyki Uniwersytetu Szczecińskiego
Instytut Matematyki Uniwersytetu Szczecińskiego – jednostka naukowa stanowiąca część Uniwersytetu Szczecińskiego. Zatrudnia 42 pracowników naukowo-dydaktycznych i dydaktycznych, w tym 9 doktorów habilitowanych (3 osoby z tytułem profesora) oraz 15 osób ze stopniem doktora.
Pracownicy opublikowali ponad 500 artykułów, z czego większość w czasopismach o zasięgu międzynarodowym, oraz wygłosili ponad 150 komunikatów i odczytów naukowych na konferencjach i w ośrodkach naukowych w kraju i za granicą.
Większość stopni naukowych doktora w ostatnich latach uzyskano w ośrodkach zagranicznych. Część z nich zaowocowało długoterminowymi stażami w renomowanych ośrodkach: A. Dąbrowski (Max-Planck-Institut für Mathematik, Bonn, 19 miesięcy w latach 1993–1996; DPMMS, Uniwersytet w Cambridge, 8 miesięcy w 1995), J. Kędra (Max-Planck-Institut für Mathematik, Bonn, 12 miesięcy w 2001), W. Dorabiała (Uniwersytet w Notre Dame, Stany Zjednoczone, 36 miesięcy w latach 1998–2001), P. Krasoń (Lehigh University, Stany Zjednoczone, 10 miesięcy w latach 1991-1992), A. Wiśniewski (ETH, Zurych, 10 miesięcy w latach 1991-1992).
W latach 1997–2002 sześciu pracowników Instytutu Matematyki realizowało 12 grantów badawczych Komitetu Badań Naukowych (A. Dąbrowski, J. Kędra, P. Krasoń, J. Milewski, G. Sklyar, M. Wieczorek). G. Sklyar i V. Korobov brali udział w międzynarodowym programie naukowym NATO Linkage Grant (wspólnie z uniwersytetami w Darmstadt, Bayreuth, Charkowie). Ponadto uzyskano ponad 20 grantów indywidualnych (staże zagraniczne).
W skład Instytutu Matematyki wchodzi 7 zakładów tematycznie odpowiadających kierunkom badań uprawianych w Instytucie (oraz dwie pracownie – informatyki i dydaktyki matematyki):
- Zakład Algebry
- Zakład Analizy Matematycznej
- Zakład Analizy Zespolonej
- Zakład Analizy Nieliniowej
- Zakład Geometrii i Topologii
- Zakład Sterowania i Optymalizacji
- Zakład Teorii Liczb

Tematyka badań naukowych obejmuje następujące dziedziny matematyki (w nawiasie główny reprezentant danego kierunku badań bądź kierownik grupy badawczej):
- teoria liczb (geometria diofantyczna)	(A. Dąbrowski)
- K-teoria algebraiczna	(P. Krasoń)
- topologia algebraiczna i geometria różniczkowa	(J. Kędra)
- równania różniczkowe
  - równania fizyki matematycznej	(V. Tcherniatin)
  - metody analityczno-numeryczne w biomechanice	(A. Czajkowski)
- analiza nieliniowa	(H. T. Nguyen)
- teoria sterowania	(V. Korobov, G. Sklyar)
- analiza matematyczna	(F. Prus-Wiśniowski)
- analiza zespolona	(I. Marchenko)

W Instytucie Matematyki prowadzone są seminaria (ciągłe lub okresowe) odpowiadające powyższym kierunkom badań. Na uwagę zasługuje również istnienie kół naukowych dla uzdolnionej młodzieży szkół średnich (A. Neugebauer).
Instytut Matematyki jest organizatorem (co drugi rok) Ogólnopolskiej Konferencji z Historii Matematyki (S. Fudali, D. Jach, A. Sasim).
Instytut Matematyki prowadzi:
- pięcioletnie dzienne studia magisterskie w specjalnościach nauczycielska, zastosowania matematyki
- trzyletnie dzienne studia zawodowe w specjalności matematyka finansowa, ubezpieczeniowa i informatyka
- pięcioletnie zaoczne studia magisterskie w specjalności matematyka z elementami informatyki
- trzyletnie zaoczne studia zawodowe w specjalności matematyka z informatyką.

Instytut Matematyki organizuje również studia podyplomowe: matematyka z informatyką dla nauczycieli matematyki w szkołach podstawowych i gimnazjalnych.
W latach 1986–2001 Instytut Matematyki wypromował ponad 500 magistrów matematyki. Niektórzy (np. G. Szkibiel, E. Ciechanowicz, J. Kędra) już w okresie studiów uzyskali oryginalne wyniki naukowe (poparte publikacją) i zasilili kadrę pracowników Instytutu Matematyki. Warto również wspomnieć, że studenckie Stypendium Ministra Edukacji Narodowej ostatnio otrzymali: K. Lepiarz (Gągalska) (1992/1993, 1993/1994, 1994/1995), P. Falkowski (1998/1999), J. Woźniak (1999/2000, 2000/2001). Ponadto nagrody Ministra Edukacji Narodowej otrzymali: A. Dąbrowski (1999) oraz J. Kędra (2001).